# ミクロカエトゥス・ラピ
ミクロカエトゥス・ラピ（Microchaetus rappi）は、南アフリカに生息するミミズである。環形動物の中で最大の動物である。体長の平均は約1.8 mであるものの、最大6.7 m、直径20 mmに達する個体もある。この個体はキングウィリアムズタウンとアリスを結ぶ道路上で発見され、世界最長のミミズとして1967年にギネス世界記録に認定された。 
主にマウンテンゼブラ国立公園などで目撃することが出来る。 